# Tsige Worku
Tsige Worku (parfois orthographié Tsege Worku), née le 19 janvier 1982, est une coureuse de fond éthiopienne. Elle a notamment remporté Sierre-Zinal en 2003 et deux fois la course Morat-Fribourg.

## Biographie
Arrivée en Suisse en 1999 comme demandeuse d'asile, Tsige s'installe dans un premier temps à Kirchlindach puis à Fribourg en 2003. Elle s'entraîne à Lausanne avec ses compatriotes.
Tsige se révèle en 2002 en décrochant ses premiers podiums lors de courses sur route et en montagne. Le 27 avril, elle termine troisième des 20 km de Lausanne derrière Leah Malot et Fabiola Rueda-Oppliger. Le 27 juillet, elle remporte la victoire au Swiss Alpine Marathon K42 devant la championne d'Europe de course en montagne Eroica Spiess. Le 11 août, elle termine deuxième de l'édition raccourcie de Sierre-Zinal derrière la gagnante surprise Gudrun de Pay. En fin d'année, elle termine troisième du marathon de Lausanne.
Tsige brille en course de montagne durant la saison 2003. Le 6 juillet, elle domine les débats à Neirivue-Moléson et s'impose aisément avec trois minutes d'avance sur la Russe Svetlana Netchaeva. Elle remporte sa seconde victoire d'affilée au Swiss Alpine Marathon K42. Le 10 août, elle effectue une course solide à Sierre-Zinal derrière la Française Michelle Leservoisier. Lorsque cette dernière baisse le rythme à Tignousa, Tsige en profite pour prendre les commandes et remporter la victoire, devenant ainsi la première Africaine à remporter la prestigieuse course de montagne.
Le 24 octobre 2004, elle s'impose au marathon de Lausanne, terminant à près de cinq minutes devant sa compatriote Marshet Gema.
Le 28 août 2005, elle prend part à l'édition inaugurale du Basel City Marathon. Sans réelle concurrence, elle s'impose en 2 h 35 min 4 s, à plus de quinze minutes de sa plus proche poursuivante Fabiola Rueda-Oppliger. Le 2 octobre, elle prend un excellent départ à Morat-Fribourg et devance d'emblée la grande favorite, la Russe Irina Permitina. Avec cette dernière sur ses talons, Tsige ne craque pas et conserve la tête jusqu'à la ligne d'arrivée pour remporter la victoire avec 18 secondes d'avance. Elle réédite sa performance l'année suivante en remportant sa seconde victoire au terme d'une course en solitaire.
Elle se marie à un Suisse en 2007 et s'installe à Échallens. Le 28 octobre, elle signe son record personnel du marathon en 2 h 33 min 25 s en terminant septième du marathon de Francfort. Elle s'illustre ensuite dans les courses en ville en alignant les victoires lors de la corrida d'Octodure à Martigny, puis de la corrida bulloise malgré un imbroglio sur le parcours qui lui fait manquer le passage vers la ligne d'arrivée au terme d'un duel serré avec Sabine Fischer.
En 2008, elle réédite sa série de victoires en fin d'année. Elle s'impose à nouveau aux corridas d'Octodure et bulloise. Lors de la course de l'Escalade à Genève, elle se fait battre par sa compatriote Derartu Tulu. Elle prend sa revanche sur cette dernière en la battant lors de la course Titzé de Noël à Sion.
Le 24 avril 2010, elle parvient à battre la Kényane Louise Kangogo de 31 secondes pour remporter la victoire aux 20 km de Lausanne.

## Palmarès

### Route
| Année | Compétition                            | Lieu       | Place | Épreuve          | Temps           |
| ----- | -------------------------------------- | ---------- | ----- | ---------------- | --------------- |
| 2001  | Marathon de Ratisbonne                 | Ratisbonne | 3e    | Marathon         | 3 h 3 min 25 s  |
| 2002  | 20 km de Lausanne                      | Lausanne   | 3e    | 20 kilomètres    | 1 h 16 min 16 s |
| 2002  | Marathon de Lausanne                   | Lausanne   | 3e    | Marathon         | 2 h 40 min 15 s |
| 2002  | Corrida bulloise                       | Bulle      | 3e    | Course populaire | 20 min 35 s     |
| 2002  | Course Titzé de Noël                   | Sion       | 3e    | Course populaire | 17 min 16 s     |
| 2003  | Marathon de Zurich                     | Zurich     | 2e    | Marathon         | 2 h 39 min 11 s |
| 2003  | 20 km de Lausanne                      | Lausanne   | 2e    | 20 kilomètres    | 1 h 14 min 48 s |
| 2003  | Morat-Fribourg                         | Fribourg   | 3e    | Course populaire | 1 h 2 min 47 s  |
| 2003  | Marathon de Lausanne                   | Lausanne   | 3e    | Marathon         | 2 h 43 min 31 s |
| 2003  | Corrida bulloise                       | Bulle      | 3e    | Course populaire | 20 min 8 s      |
| 2004  | Morat-Fribourg                         | Fribourg   | 3e    | Course populaire | 1 h 2 min 14 s  |
| 2004  | Marathon de Lausanne                   | Lausanne   | 1re   | Marathon         | 2 h 37 min 25 s |
| 2004  | Corrida bulloise                       | Bulle      | 3e    | Course populaire | 20 min 10 s     |
| 2004  | Course de l'Escalade                   | Genève     | 2e    | Course populaire | 15 min 0 s      |
| 2004  | Course Titzé de Noël                   | Sion       | 3e    | Course populaire | 17 min 14 s     |
| 2004  | Course de la Saint-Sylvestre de Zurich | Zurich     | 3e    | Course populaire | 23 min 13 s     |
| 2005  | Marathon de Zurich                     | Zurich     | 2e    | Marathon         | 2 h 38 min 36 s |
| 2005  | Grand Prix de Berne                    | Berne      | 3e    | 10 miles         | 58 min 39 s     |
| 2005  | Course féminine suisse                 | Berne      | 1re   | 5 kilomètres     | 16 min 22 s     |
| 2005  | Basel City Marathon                    | Bâle       | 1re   | Marathon         | 2 h 35 min 5 s  |
| 2005  | Morat-Fribourg                         | Fribourg   | 1re   | Course populaire | 1 h 0 min 16 s  |
| 2005  | Marathon de Reims                      | Reims      | 4e    | Marathon         | 2 h 38 min 15 s |
| 2005  | Corrida d'Octodure                     | Martigny   | 2e    | Course populaire | 17 min 2 s      |
| 2005  | Course de la Saint-Sylvestre de Zurich | Zurich     | 2e    | Course populaire | 22 min 36 s     |
| 2006  | Grand Prix de Berne                    | Berne      | 3e    | 10 miles         | 58 min 4 s      |
| 2006  | Morat-Fribourg                         | Fribourg   | 1re   | Course populaire | 1 h 1 min 17 s  |
| 2007  | Course féminine suisse                 | Berne      | 2e    | 5 kilomètres     | 16 min 32 s     |
| 2007  | Marathon de Francfort                  | Francfort  | 7e    | Marathon         | 2 h 33 min 25 s |
| 2007  | Corrida d'Octodure                     | Martigny   | 1re   | Course populaire | 16 min 34 s     |
| 2007  | Corrida bulloise                       | Bulle      | 1re   | Course populaire | 20 min 24 s     |
| 2007  | Course Titzé de Noël                   | Sion       | 2e    | Course populaire | 15 min 55 s     |
| 2008  | Marathon de Düsseldorf                 | Düsseldorf | 2e    | Marathon         | 2 h 38 min 11 s |
| 2008  | Marathon de Berlin                     | Berlin     | 13e   | Marathon         | 2 h 46 min 3 s  |
| 2008  | Corrida d'Octodure                     | Martigny   | 1re   | Course populaire | 16 min 38 s     |
| 2008  | Corrida bulloise                       | Bulle      | 1re   | Course populaire | 19 min 32 s     |
| 2008  | Course de l'Escalade                   | Genève     | 2e    | Course populaire | 15 min 28 s     |
| 2008  | Course Titzé de Noël                   | Sion       | 1re   | Course populaire | 16 min 8 s      |
| 2008  | Christmas Run                          | Lausanne   | 1re   | Course populaire | 28 min 17 s     |
| 2009  | Course féminine suisse                 | Berne      | 1re   | 5 kilomètres     | 16 min 10 s     |
| 2009  | Semi-marathon de Lausanne              | Lausanne   | 1re   | Semi-marathon    | 1 h 14 min 36 s |
| 2010  | 20 km de Lausanne                      | Lausanne   | 1re   | 20 kilomètres    | 1 h 11 min 32 s |
| 2010  | Course féminine suisse                 | Berne      | 3e    | 5 kilomètres     | 16 min 32 s     |
| 2010  | Morat-Fribourg                         | Fribourg   | 4e    | Course populaire | 1 h 6 min 54 s  |
| 2011  | Corrida bulloise                       | Bulle      | 2e    | Course populaire | 20 min 15 s     |
| 2011  | Course urbaine de Bâle                 | Bâle       | 3e    | Course populaire | 25 min 55 s     |
| 2019  | Marathon de Lausanne                   | Lausanne   | 3e    | Marathon         | 2 h 55 min 47 s |

### Course en montagne
| no   | féminin            | Course                    | Longueur | Départ            | Temps           |
| ---- | ------------------ | ------------------------- | -------- | ----------------- | --------------- |
| 15e  | Médaille d'or      | Swiss Alpine Marathon K42 | 42 km    | 27 juillet 2002   | 3 h 44 min 16 s |
| 30e  | Médaille d'argent  | Thyon-Dixence             | 16,35 km | 4 août 2002       | 1 h 25 min 24 s |
| 103e | Médaille d'argent  | Sierre-Zinal              | 15 km    | 11 août 2002      | 1 h 29 min 24 s |
| 27e  | Médaille d'or      | Neirivue-Moléson          | 10,6 km  | 6 juillet 2003    | 1 h 14 min 21 s |
| 8e   | Médaille d'or      | Swiss Alpine Marathon K42 | 42 km    | 26 juillet 2003   | 3 h 36 min 36 s |
| 32e  | Médaille d'argent  | Thyon-Dixence             | 16,35 km | 3 août 2003       | 1 h 26 min 42 s |
| 59e  | Médaille d'or      | Sierre-Zinal              | 31 km    | 10 août 2003      | 3 h 16 min 7 s  |
| 33e  | Médaille de bronze | Marathon de la Jungfrau   | 42,2 km  | 6 septembre 2003  | 3 h 31 min 46 s |
| 51e  | 5e                 | Marathon de la Jungfrau   | 42,2 km  | 11 septembre 2004 | 3 h 40 min 20 s |

## Records
| Épreuve       | Performance     | Date              | Lieu           |
| ------------- | --------------- | ----------------- | -------------- |
| 3 000 mètres  | 9 min 41 s 23   | 16 septembre 2006 | Aarau          |
| 5 kilomètres  | 15 min 19 s     | 20 juin 2009      | Cassel         |
| 10 kilomètres | 34 min 16 s     | 29 septembre 2007 | Carouge        |
| 15 kilomètres | 52 min 50 s     | 15 mars 2003      | Chiètres       |
| 10 miles      | 56 min 31 s     | 27 juin 2009      | Sempach        |
| Semi-marathon | 1 h 13 min 32 s | 13 octobre 2007   | Beinwil am See |
| Marathon      | 2 h 33 min 25 s | 28 octobre 2007   | Francfort      |